# NK Graničar Novo Virje
| Radovi u tijeku! |
| Jedan vrijedni suradnik upravo radi na ovom članku! Mole se ostali suradnici da NE UREĐUJU članak dok je ova obavijest prisutna. Koristite stranicu za razgovor ako imate komentare i pitanja u vezi s člankom. Kada radovi budu gotovi predložak će ukloniti suradnik koji ga je postavio na članak! Predložak može svatko ukloniti ako 6 sati nije bilo promjena u članku i njegovoj stranici za razgovor. |

Nogometni klub "Graničar" (NK "Graničar"; Graničar; Graničar Novo Virje) je nogometni klub iz Novog Virja, Koprivničko-križevačka županija, Republika Hrvatska. 
 
U sezoni 2024./25. klub se natječe u "1. ŽNL Koprivničko-križevačkoj", ligi šestog stupnja hrvatskog nogometnog prvenstva.

## Vanjske poveznice
- NK Graničar Novo Virje , Facebook stranica
- ns-kckz.hr, GRANIČAR /NV/ – Novo Virje
- (engl.) sofascore.com, NK Graničar Novo Virje
- epodravina.hr, nk graničar novo virje
- klikaj.hr, nk graničar novo virje